# Franz Magnus Böhme

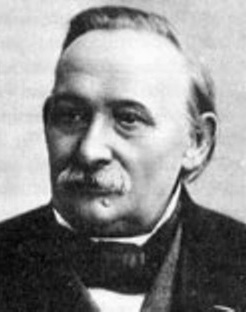
Franz Magnus Böhme

Franz Theodor Magnus Böhme (* 11. März 1827 in Willerstedt; † 18. Oktober 1898 in Dresden) war ein deutscher Hochschullehrer, Komponist, Volksliedforscher und -sammler.

## Leben
Als Sohn eines Landwirts wurde Böhme nach dem Besuch des Seminars Volksschullehrer in Thüringen und studierte anschließend am Konservatorium Leipzig bei Moritz Hauptmann und Julius Rietz. Von 1859 bis 1878 war er Chorleiter und Musiklehrer in Dresden, bevor er von 1878 bis 1885 Musikgeschichte und Kontrapunkt am Hoch’schen Konservatorium in Frankfurt am Main lehrte. Ab 1885 unterrichtete er wieder in Dresden und wurde dort Professor.
Den Vorbildern Ludwig Uhland und Ludwig Erk folgend, sammelte und veröffentlichte er intensiv Volkslieder und schuf damit eine wesentliche Grundlage der deutschen Volksliedforschung. Böhme starb 1898 in Dresden und wurde auf dem Trinitatisfriedhof beigesetzt. Wesentliche Teile seines Nachlasses (insbesondere seine teils bis heute unveröffentlichten Manuskripte zur Geschichte des Tanzes und des Volksgesanges) gelangten zu DDR-Zeiten an das damalige Institut für Volksmusikforschung in Weimar und werden nun im Hochschularchiv/Thüringischen Landesmusikarchiv Weimar (Signatur: FMB) aufbewahrt; ein anderer Teil des Nachlasses, der etwa 16000 gesammelte Lieder und eigene Kompositionen (Signaturen: Mus.1-W-26, Mus.1-W-27 / Mscr.Dresd.App.2345) umfasst, befindet sich heute in der Sächsischen Landesbibliothek – Staats- und Universitätsbibliothek Dresden.
In seinem Geburtsort Willerstedt ist eine Straße nach ihm benannt.

## Familie
Böhme heiratete zunächst 1852 Wilhelmine Antonia, geb. Beyer († 1857). Mit ihr bekam er drei Söhne, von denen zwei im Kleinkindalter starben. Sein dritter Sohn war der Jurist, Politiker und Kirchenfunktionär Franz Fürchtegott Böhme. Aus der zweiten Ehe, die Franz Magnus Böhme 1860 mit Clara Friederike, geb. Beyer, schloss, ging ein weiterer Sohn hervor.

## Werke (Auswahl)

### Sammlungen
- Altdeutsches Liederbuch. Volkslieder der Deutschen nach Wort und Weise aus dem 12. bis zum 17. Jahrhundert, 1877 (Digitalisat).
- Deutscher Liederhort, Neubearbeitung und Fortsetzung des Werkes von Ludwig Erk, 3 Bände, 1893/94
- Volksthümliche Lieder der Deutschen im 18. und 19. Jahrhundert, 1895 (archive.org).
- Deutsches Kinderlied und Kinderspiel, 2 Bände, 1870/97 (archive.org).

### Bücher
- Geschichte des Oratoriums, 1861
- Geschichte des Tanzes in Deutschland, 1886